# Gérard Dauzat
Pour les articles homonymes, voir Dauzat.
Gérard Dauzat, né le 20 décembre 1941 à Fécamp, est un acteur français.

## Biographie
Au théâtre de la Huchette, de 1996 à 2001, il joue le rôle de M. Martin dans La Cantatrice chauve de Ionesco. En 2000 le théâtre et ses comédiens obtiendront un Molière d'honneur.

## Filmographie

### Cinéma

#### Longs métrages
- 1959 : La Verte Moisson de François Villiers : Schneider
- 1970 : La Peau de Torpedo de Jean Delannoy
- 1972 : Pas folle la guêpe de Jean Delannoy
- 1975 : Le Vieux Fusil de Robert Enrico
- 1977 : Une femme, un jour... de Léonard Keigel
- 1978 : Un balcon en forêt de Michel Mitrani
- 1985 : Police de Maurice Pialat : gardien
- 1989 : Un monde sans pitié d'Éric Rochant
- 1990 : Trois années de Fabrice Cazeneuve
- 1996 : Le Jaguar de Francis Veber
- 1998 : Dieu seul me voit de Bruno Podalydès : le maire
- 1999 : Un pont entre deux rives de Gérard Depardieu et Frédéric Auburtin : M. Daboval
- 2001 : Un jeu d'enfants de Laurent Tuel : l'ophtalmo
- 2003 : Tristan de Philippe Harel : le pharmacien

#### Court métrage
- 1965 : Évariste Galois d'Alexandre Astruc

### Télévision
- 1976 : Journal d'un prêtre ouvrier de Maurice Failevic
- 1979 : Messieurs les Jurés : L'Affaire Coublanc de Dominique Giuliani
- 1981 : Julien Fontanes, magistrat - épisode : Le soulier d'or de François Dupont-Midi
- 1989 : Alcyon de Fabrice Cazeneuve, d'après la nouvelle de Pierre Herbart, le prêtre du collège
- 1993 : C'était la guerre de Maurice Failevic : un capitaine SAS
- 1994 : L'Instit, épisode 2-01, Tu m'avais promis, de Michel Favart : Claude Boussard
- 1996 : Les Alsaciens ou les Deux Mathilde de Michel Favart